# Anri Jokhadze
Anri Jokhadze (géorgien : ანრი ჯოხაძე), né le 6 novembre 1980 à Tbilissi en Géorgie, est un chanteur géorgien.

## Biographie
Le 19 février 2012, il est choisi pour représenter la Géorgie au Concours Eurovision de la chanson 2012 à Bakou, en Azerbaïdjan avec la chanson I'm a Joker (Je suis un blagueur).